# 高圧室内作業者
高圧室内作業者（こうあつしつないさぎょうしゃ）とは、高気圧作業安全衛生規則（昭和47年9月30日労働省令第40号）により、高圧室内作業（大気圧を超える気圧下の作業室などで行う作業）に従事する労働者を言う。作業者は、高気圧内で作業を行うこと、及び作業室への出入りの際に気閘室（きこうしつ）という部屋で加圧又は減圧を受けることなどにより、人体への影響が他の労働者よりも大きくなる。よって、事業者は作業者に対し、就業前に次の内容の高圧室内業務の特別教育を行わなければならない。

## 受講資格
- 満18歳以上

## 特別教育
- 各講習機関により違う
- 告示で規定された履修時間は7時間（以上）となっている。

### 講習科目
- 圧気工法の知識に関すること。
- 圧気工法に係る設備に関すること。
- 急激な圧力低下、火災等の防止に関すること。
- 高気圧障害の知識に関すること。
- 関係法令